# Admirabile signum
Admirabile signum (česky Obdivuhodné znamení) je apoštolský list papeže Františka o hodnotě a významu vánočních jesliček zveřejněný 1. prosince 2019.

## Historie
Dopis byl podepsán ve svatyni v italském Grecciu během papežovy návštěvy 1. prosince 2019.

## Obsah
Již v úvodním odstavci papež zdůrazňuje, že jeho záměrem je připomenout a podpořit tradici přípravy betlému pro slavení Vánoc, který je prvkem, jenž uvádí do kontemplace tajemství Vtělení Páně. V úvodu svého učení o tradici stavění betlémů papež připomněl význam latinského slova praesepium. Poté zdůraznil, že betlémy zobrazují přesně to, co je popsáno v kanonických evangeliích. Jako prvního církevního otce citoval svatého Augustina, který se v jedné ze svých promluv měl vyjádřit: „V jeslích položený se stal naším pokrmem“. S odkazem na středověké františkánské prameny papež popsal okamžik zrodu tradice spojené s osobou Františka z Assisi, který si po návratu ze Svaté země přál zinscenovat betlémskou událost. Stalo se tak 25. prosince 1223. Možná se inspiroval také freskami, které viděl v bazilice Panny Marie Větší na Esquilinu v Římě. V následujících odstavcích papež nastínil teologii jesliček a symboliku jejich jednotlivých prvků, včetně hvězdné oblohy, noci, ruin, andělů, pastýřů, ovcí, hor a potoků, zavřené městské brány a postav dítěte Ježíše, Josefa a Panny Marie. Podle papeže Františka je betlém základním nástrojem evangelizace.

## Symbolika prvků jesliček
Papež František v apoštolském listě nastínil symboliku řady prvků události zobrazené v betlémě.
| prvek/postava                                                  | symbolika                                               |
| -------------------------------------------------------------- | ------------------------------------------------------- |
| Hvězdná noční obloha                                           | lidský život, uprostřed něhož září Boží světlo          |
| Světla                                                         | příchod Mesiáše                                         |
| Zříceniny budov                                                | padlé lidstvo, starý svět                               |
| Postavy chudých                                                | naděje a důstojnost pro vyděděné a marginalizované      |
| Herodův palác se zavřenými branami                             | výzva k otevřenosti vůči chudým                         |
| Postavy, které nejsou popsány v Novém zákoně, současné postavy | Kristovo tajemství se týká celého stvoření v každé době |
| Postava Panny Marie                                            | neposkvrněnost, čistota, ochota sdílet víru             |
| Postava svatého Josefa s lampou a holí                         | péče, ostražitost, připravenost                         |
| Postava nemluvněte                                             | Boží láska ke každému, Bůh vstupuje do světa            |
| Mudrcové – králové                                             | každý může přijít, obdiv k tajemství                    |
| Zlato                                                          | Ježíšova královská hodnost                              |
| Kadidlo                                                        | Ježíšovo božství                                        |
| Mirha                                                          | Ježíšovo lidství                                        |